# Paul Rivet (sauveteur)
Cet article concerne le sauveteur. Pour l'ethnologue et anthropologue français, voir Paul Rivet. Pour les homonymes, voir Rivet.
Paul Rivet, né le 11 février 1845 à Berck et mort le 10 juillet 1901 à Paris-Plage, est un marin, gardien de phare au Touquet et sauveteur en mer français à Berck et premier sauveteur sur la plage du Touquet, qui devient Paris-Plage en 1892, hameau de Cucq dans le département du Pas-de-Calais en France.

## Biographie

### Enfance et formation

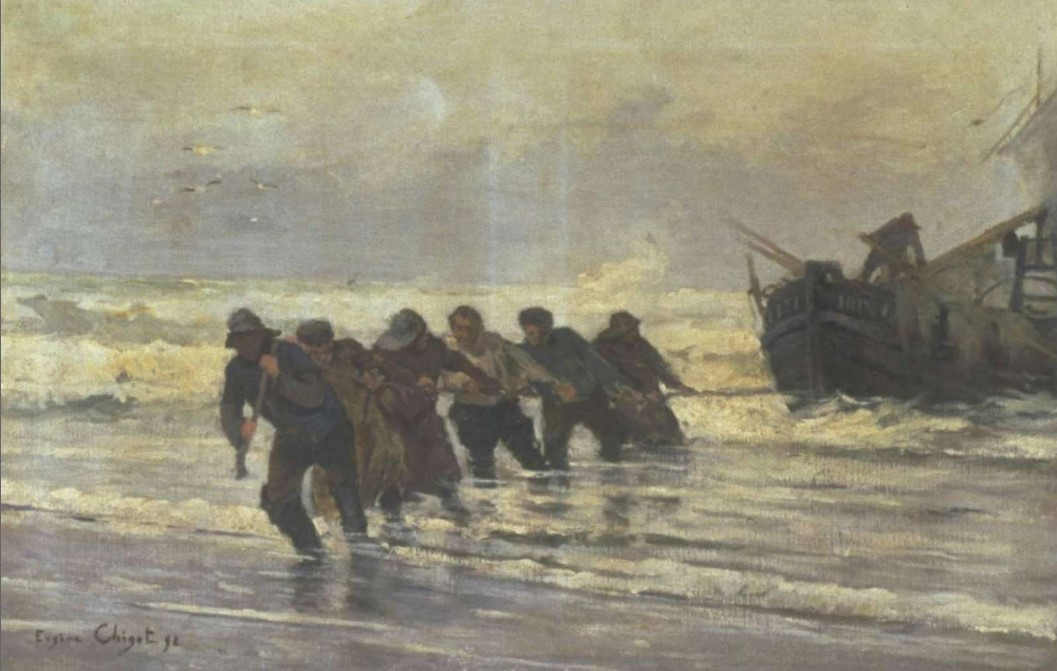
Échouage par gros temps (1892) d'Eugène Chigot. Paul Rivet en chemise blanche.

Paul François Hermand Rivet naît, à Berck, dans le département du Pas-de-Calais, le mardi 11 février 1845, fils de Paul Philippe (1815-1865), maître de bateau, et de Marie Anne Françoise Delaval (1823-1885), il est issu d'une famille de 16 enfants.
En 1855, âgé de 10 ans, il embarque comme mousse avec son père.
En 1866, le 19 octobre, à l'âge de 21 ans, il devient le chef de famille, son père et deux de ses frères (dont l'ainé) sombrèrent, durant une tempête, avec leur bateau, au large des côtes de Berck. Comme fils ainé et soutien de famille, il est exempté du service militaire.
Il est immortalisé, en 1892, sur un tableau d'Eugène Chigot, propriété de la ville d'Étaples.

### Vie de famille
- Le 3 janvier 1868, il épouse à Berck, Geneviève Elizabeth Pauchet (1850-1911), matelotte[2],[3] Ils ont sept enfants :
  - Paul Pierre Michel (1868-1869)
  -  Geneviève Marie Pauline (1870-1919) mariée à Pierre Perrault, marin à Étaples
  -  Paul Jules Pierre (1871-1901) marié à Marie Léonie Adrienne Guilbert
  -  Pauline Virginie Marine (1876-1876)
  - Marie Pauline Eugénie (1880-1951) mariée à Alfred Matifas entrepreneur puis hôtelier rue de Paris
  -  Jeanne Marie Victoire (1885-1952) mariée à Fortuné Noulin
  -  Pierre Jean Jules (1889-1917) marié à Alice  Alida Anatolie Bomy.

### Paul Rivet à Paris-Plage

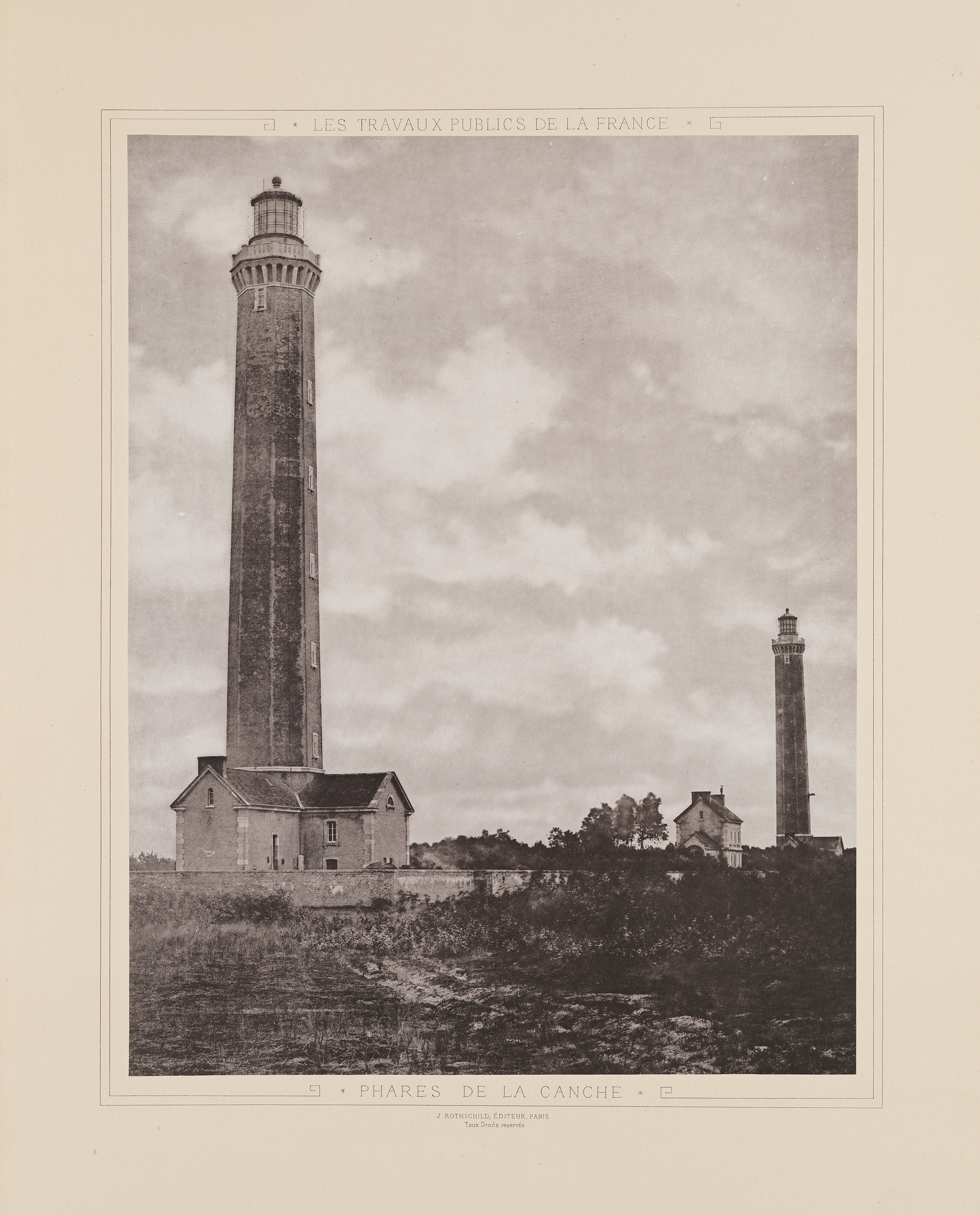
Les phares de la Canche et la maison du gardien en 1883

En 1878, âgé de 33 ans, Paul Rivet quitte la marine de pêche après 23 années d'activité. Le 30 octobre, il est nommé gardien de phare de la tour Nord, au Touquet et s'installe, avec sa femme et ses enfants, dans une petite maison au pied du phare. C'est là que le trouvent les premiers habitants qui, en 1882, s'installent dans le désert de sable du Touquet.
Les deux phares sont un lieu de refuge. Lorsque la tempête ne permet pas de se promener sur la plage, c'est l'occasion de discuter avec Paul Rivet ou avec sa femme. Mme Rivet est, comme Marie Codron, la première pourvoyeuse des habitants du Touquet. Elle vend les légumes cultivés dans le jardin — que le couple Rivet possède comme tous les gardiens de phare — et des œufs, ce qui dispense les habitants des alentours d'aller au marché d'Étaples, pour lequel aucun moyen de locomotion n'existe encore. Il y a également des bouquets de fleurs que l'on peut confectionner soi-même, et un verre de lait de chèvre offert aux enfants des chalets de passage.
Paul Rivet dispose également, sur la plage, d'un parc où l'État lui a donné le droit de tendre de longs filets, disposés sur un vaste quadrilatère rectangulaire, ouvert dans la direction de la côte et fermé côté mer, qui leur permet ensuite, lorsque la marée redescend, de récupérer les poissons prisonniers. Mme Rivet arrive ensuite avec une petite carriole, attelée à un baudet, remplie de paniers, qui sont ensuite remplis de poissons. C'est une agréable distraction pour tous les baigneurs qui profitent des produits de la pêche. Une fois la collecte terminée, les Rivet remettent leurs filets en place, après les avoir nettoyés, puis s'en vont, à Étaples, vendre leurs poissons. La relève de la pêche se fait jour et nuit, en fonction des marées, combiné avec le métier de gardien de phare, cela est très dur.

### Le sauveteur en mer

#### Berck
C'est aussi comme sauveteur, à Berck, que Paul Rivet s'est fait une réputation :
- en 1864, au mois de novembre, à bord d'un bateau chargé de harengs en situation critique, il se jette à l'eau, nage jusqu'à la côte, revient avec la corde nécessaire au sauvetage ; l'équipage et la cargaison sont sauvés ;
- En 1865, avec son père et des camarades, il sauve deux hommes d'un navire russe, en pleine mer démontée ;
- En 1867, il sauve de nouveau un marin ;
- En 1869, à la suite du chavirage d'un bateau en baie d'Authie, il sauve, un à un, tous les hommes de l'équipage ;
- En 1873, le 30 novembre, il accomplit un de ses plus beaux exploits : le sauvetage d'un canot à bord duquel se trouvent huit marins du navire anglais Handerer, coulé à vingt-cinq milles au large de Berck, dont deux ne purent malheureusement pas être ramenés à la vie ;
- En 1877, au mois de novembre, à la suite du naufrage d'un trois-mâts anglais, dans une mer déchaînée, il se jette à la mer et sauve le maître d'équipage ;
- En 1883, dans la nuit du 23 au 24 octobre, le trois-mâts anglais Mirzapoore est en détresse dans une mer très formée, après des tentatives infructueuses des marins du bateau. Paul Rivet se jette à l'eau, rejoint le navire, et sur ses conseils, le bateau et l'équipage sont sains et saufs[ÉLdis 1].

#### Paris-Plage
Cette brillante réputation, que tous ces actes lui valurent, devait se vérifier de nouveau, avant que la Société Humaine de Sauvetage de Montreuil-sur-Mer n'ait installé, à Paris-Plage, une section, cela se fera en 1890.
Dès 1882, Paul Rivet s'offrit comme sauveteur aux familles de Paris-Plage.
En 1888, cinq habitants de la villa Concordia faillirent se noyer, une fois de plus, il organise les secours et les sauva. C'est à la suite de cet accident que, deux ans plus tard, la Société Humaine de Sauvetage est créée. Le 31 août 1890, l'abbé Déplanque, curé de Cucq, desservant de Paris-Plage, bénit solennellement le premier canot de sauvetage, en présence, de Paul Rivet, la poitrine barrée de toutes ses décorations.
En 1893, il ramène sur la grève, avec le concours du maître baigneur Louis Damarre, deux jeunes gens en train de se noyer.
Il est le premier délégué de la Société Humaine de Sauvetage. Sa présence à la plage est annoncée par un pavillon dressé sur la cabine appartenant à la section.

### Mort
Après la perte de son fils ainé au début de l'année 1901, et qui l'affecte terriblement, Paul Rivet meurt le 10 juillet 1901 à Paris-Plage à 56 ans d'une congestion pulmonaire. La chapelle est comble, tout Paris-Plage assiste à ses funérailles, il est inhumé au cimetière de l'église de Cucq. Ses filles, Pauline et Jeanne, subviennent aux besoins de Mme Rivet, et à ceux de leur jeune frère Pierre, qui n'avait que douze ans à la mort de son père. En 1905, Mme Rivet se retire à Berck où elle meurt le 13 août 1911.
Son souvenir demeure au travers d'une peinture du célèbre peintre Eugène Chigot qui figure au musée de Picardie à Amiens, le peintre a su immortaliser les traits de Paul Rivet, il apparaît dans un groupe de marins, le seul dont on voit le visage très reconnaissable, ramenant péniblement leur barque sur la plage.

## Distinctions
Pour le sauvetage de 1873, la reine d'Angleterre lui décerne la médaille d'honneur en or du gouvernement britannique. Cet acte héroïque a failli lui coûter la vie, s'étant jeté à l'eau après déjeuner, il tombe gravement malade, et c'est sur son lit que le gouvernement français lui remet la médaille d'or de deuxième classe, puis, en 1878, la médaille d'or de première classe.
Pour le sauvetage de 1893, la médaille d'argent lui est décernée par la société humaine de sauvetage.
Au total, il a reçu six décorations — dont trois en or — et possède la croix des sauveteurs du Nord.

## Hommage

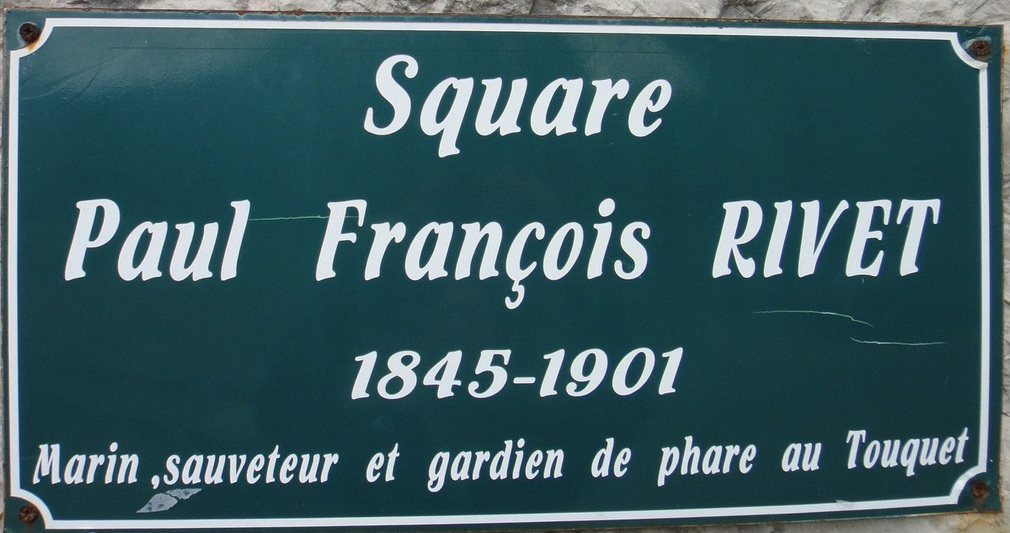

Le square du phare de la Canche, porte le nom de « Square Paul-Rivet » et une plaque, posée à l'entrée, lui rend hommage.

## Pour approfondir